# Роаноук (округ, Вірджинія)
Шаблон:StateAbbr_ 37°16′ пн. ш. 80°05′ зх. д. / 37.27° пн. ш. 80.08° зх. д.
Округ  Роаноук (англ. Roanoke County) — округ (графство) у штаті  Вірджинія, США. Ідентифікатор округу 51161.

## Історія
Округ утворений 1838 року.

## Демографія
За даними перепису 2000 року загальне населення округу становило 85778 осіб, зокрема міського населення було 66837, а сільського — 18941. Серед мешканців округу чоловіків було 40535, а жінок — 45243. В окрузі було 34686 домогосподарств, 24690 родин, які мешкали в 36121 будинках. Середній розмір родини становив 2,88.
Віковий розподіл населення поданий у таблиці:
| Стать    | До 15 років | 15-21 | 22-29 | 30-39 | 40-49 | 50-65 | 65-85 | Понад 85 |
| -------- | ----------- | ----- | ----- | ----- | ----- | ----- | ----- | -------- |
| Чоловіки | 8259        | 3274  | 3237  | 5712  | 6955  | 7682  | 5024  | 392      |
| Жінки    | 7786        | 3605  | 3557  | 6192  | 7529  | 8345  | 6917  | 1312     |

## Суміжні округи
- Ботаторт — північний схід
- Бедфорд — схід
- Франклін — південний схід
- Флойд — південний захід
- Монтгомері — захід
- Роенок — анклав
- Сейлем — анклав
- Крейг — північний захід

## Виноски
1. ↑  U.S. Decennial Census. United States Census Bureau. Архів оригіналу за 26 квітня 2015. Процитовано 5 січня 2014.
2. ↑  Historical Census Browser. University of Virginia Library. Архів оригіналу за 11 серпня 2012. Процитовано 5 січня 2014.
3. ↑  Population of Counties by Decennial Census: 1900 to 1990. United States Census Bureau. Архів оригіналу за 15 грудня 2013. Процитовано 5 січня 2014.
4. ↑  Census 2000 PHC-T-4. Ranking Tables for Counties: 1990 and 2000 (PDF). United States Census Bureau. Архів (PDF) оригіналу за 18 грудня 2014. Процитовано 5 січня 2014.
5. ↑  State & County QuickFacts. United States Census Bureau. Архів оригіналу за 7 червня 2011. Процитовано 5 січня 2014.(англ.) Наведено за англійською вікіпедією.
6. ↑  American FactFinder. Бюро перепису населення США. Архів оригіналу за 26 лютого 2012. Процитовано 31 січня 2008.

| США | Це незавершена стаття з географії США. Ви можете допомогти проєкту, виправивши або дописавши її. |